# 海倫清桃
阮菁桃（1978年9月23日—），藝名海倫清桃，出生於越南。演員、主持人，曾在越南發展其演藝事業，後至台灣持續其事業。年代電視記者在訪談中稱其為「越南林志玲」，常以此稱呼接受專訪及參加各節目錄影。
2017年1月，因身分假造等爭議事件引發關注。

## 生平
阮菁桃出生於越南。1999年，其夫戴發奎前往胡志明市與其相親，並於隨後在台灣結婚生活。
2002年，參加優凱經紀公司國際模特兒選拔賽後被簽入其旗下，由此展開其演藝生涯。被該公司包裝為香港籍模特兒，並參與胡瓜、吳宗憲等人主持的電視節目。
2005年，返回越南接演電視連續劇《白色美金》，在越南發展其演藝事業。
2010年，其夫母親過世後返回台灣發展，接演公視人生劇展作品《戀戀木瓜香》。接受數次專訪及參加數個節目錄影，於訪談中自稱景美女中、UCLA校友，可流利使用中，英，粵，越語。其父親為台灣人，母親為越南人，其為台越混血。其父親十年前過世，母親數月前過世。
2011年11月，受邀擔任新住民美食嘉年華活動代言人。
2012年，接演電影《野蓮香》與《候鳥來的季節》。個人演員證上出生地註記為花蓮，於此時開始對外宣稱出生於台灣，為台越印混血，曾於景美女中及UCLA就讀但皆未畢業。同年，獲選擔任新北市電影節活動代言人，其主演電影《野蓮香》亦為開幕片之一，又以該片入圍第47屆金鐘獎迷你劇集（電視電影）最佳女主角獎。
2014年，獲越南政府官方正式任命擔任台越旅遊親善大使。2014年越南排華暴動發生後，曾受邀於數個節目中發表個人看法。同年12月20日，暖暖書屋為其出版自傳《我用勇氣與驕傲在黑暗中種下一道光》。
2015年4月1日，於個人官方Facebook宣布接受台灣某一政黨提名參選2016年中華民國全國不分區立法委員選舉，但暫不公布是何政黨。最終並未參選。
2017年1月8日，上午於個人官方Facebook公開發文，同日下午偕夫召開記者會承認先前公開官方資料，包括身世、年齡、學經歷等，皆為造假。同日，其自傳出版社暖暖書屋公開發布道歉聲明並願意全面回收書籍。亦於同日，中天新聞台特將其之前接受該台專訪內容與其個人官方Facebook公開發文內容對比報導。
1月10日，晚間單獨出面接受媒體專訪，聲稱已與經紀人前往警局備案，聲請家暴保護令中。
1月11日，其夫戴發奎晚間單獨出面接受媒體專訪，聲稱所有謊言皆為他本人一手策畫，並公開向台灣社會大眾道歉。
1月16日，據媒體批露已與戴發奎正式簽字離婚。
1月17日，向媒體公開表示還會繼續使用原有個人官方Facebook，並由本人親自經營。
1月18日，遭媒體公開爆料個人行為負面訊息。
1月24日，透過經紀公司向媒體公開表示將利用台灣農曆新年期間沉潛自我調整，並傳出可能在台灣農曆新年過後正式復出。
1月25日，其前夫戴發奎因之前撕毀離婚協議書正本遭檢方依妨害公務罪嫌起訴，聲請簡易判決。3月19日，基隆地方法院依損壞公務員職務上掌管之文書罪，判戴有期徒刑2個月，得易科罰金6萬元，緩刑2年。
4月12日，媒體報導遭其自傳出版社暖暖書屋提告求償。其利用個人官方Facebook公開表示出版社拖欠其20萬版稅兩年，已委任律師發存證信函要求出版社依約支付版稅，否則將對出版社提出詐欺告訴。出版社則回應對方所言並非事實，並強調也會向對方提出詐欺告訴。

## 演出作品

### 越南戲劇
| 年份   | 劇名                                                           | 角色   |
| ------ | -------------------------------------------------------------- | ------ |
| 2005年 | 《白色美金》（越南语：／）女配角－警匪劇（越南電視連續劇）     | 慶冰   |
| 2006年 | 《兩樣人生》（越南语：／）女主角－時代劇（越南電視連續劇）     |        |
| 2006年 | 《一個上帝的價錢》（越南语：／）女配角－社會寫實劇（越南電影） |        |
| 2007年 | 《愛情棋局》（越南语：／）女主角－偶像劇（越南電視連續劇）     | 李珊珊 |
| 2007年 | 《江湖法》（越南语：／）女主角－警匪劇（越南電視連續劇）       |        |
| 2008年 | 《玫瑰的戰爭》（越南语：／）女主角－偶像劇（越南電視連續劇）   |        |
| 2008年 | 《商場風雲》（越南语：／）女主角－社會寫實劇（越南電視連續劇） |        |
| 2009年 | 《海邊的琴聲》（越南语：／）女主角－偶像劇（越南電視連續劇）   |        |
| 2009年 | 《命運》（越南语：／）女主角－偶像劇（越南電視連續劇）         |        |

### 電視劇
| 年份   | 頻道 | 劇名               | 角色            |
| ------ | ---- | ------------------ | --------------- |
| 2016年 | 民視 | 《新娘嫁到》       | 黎氏秀珠        |
| 2016年 | 民視 | 《我的老師叫小賀》 | 阮翠芳/嘉嘉阿姨 |

### 迷你劇集
| 年份   | 頻道   | 劇名                        | 角色   | 導演   | 編劇           | 合作演員                               |
| ------ | ------ | --------------------------- | ------ | ------ | -------------- | -------------------------------------- |
| 2010年 | 公視   | 人生劇展《戀戀木瓜香》      | 阮蓮香 | 郭春暉 | 王傳宗         | 夏靖庭、亞里、吳震亞、梅芳             |
| 2011年 | 壹電視 | 《與你道別》                |        | 張作驥 |                | 呂雪鳳                                 |
| 2014年 | 央視   | 《基隆》                    |        | 喬梁   |                | 任帥、安唯綾、應采靈、陳以文           |
| 2014年 | 公視   | 人生劇展《抱一下》          | 阮至柔 | 何昕明 | 馬克明、何昕明 | 周群達、鍾政均、張羽翎、謝杉杉、張昌緬 |
| 2015年 | 華視   | 小故事大啟發 《甲你牽牢牢》 | 阮麗虹 |        |                | 劉至翰                                 |

### 電影
| 年份   | 片名                     | 角色       | 導演           | 合作演員                                                       |
| ------ | ------------------------ | ---------- | -------------- | -------------------------------------------------------------- |
| 2012年 | 《野蓮香》               | 瓊娥       | 鄭有傑         | 陳竹昇、江青霞、滕芷萱、安歆澐                                 |
| 2012年 | 《候鳥來的季節》         |            | 蔡銀娟、李志薔 | 溫昇豪、白歆惠、莊凱勛、張百惠、高盟傑、朱蕾安                 |
| 2014年 | 《活路：妒忌私家偵探社》 | 越南籍幫傭 | 張世           | 劉以豪、楊謹華、林美秀、屈中恆、吳大維、馮光榮、郭書瑤、張詩盈 |

### 微電影
| 年份   | 片名                                           | 角色 |
| ------ | ---------------------------------------------- | ---- |
| 2013年 | 《載著希望的巴士》（微電影）                   |      |
| 2013年 | 《最後一張畫》（防制人口販運微電影）           |      |
| 2014年 | 《越南峴港、會安觀光微電影》（越南觀光微電影） |      |

### MV
- 2018年《胡志明的雨》

双人合唱版（演唱：黄明志、胡光孝）
华语版（演唱：黄明志）
越南语版（演唱：胡光孝）

## 主持作品
- 2013年3月17日起《愛上這一家》，每週日播出，移民署與中天電視「關懷新移民」節目，共同主持：黃鵬仁[71][72][73][74]。（2013.3.17～2014.3.9）

## 廣告、代言
- 2014年《蝴蝶谷溫泉渡假村》（廣告）

## 出版作品

### 書籍
- 2014年12月20日《我用勇氣與驕傲在黑暗中種下一道光》（暖暖書屋出版）ISBN 9789869091053

### 年曆
- 2014年12月2日《2015海倫清桃年曆》（暖暖書屋出版）
- 2015年10月20日《2016海倫清桃桌曆》Sunshine Love（暖暖書屋出版）
- 2015年11月4日《2016海倫清桃掛曆》Sunshine Love（暖暖書屋出版）

### 雜誌
- 2012年9月號，147期《FHM Taiwan 男人幫國際中文版》專訪
- 2014年1月號，15期《ZEEK玩家誌》封面、內頁人物，專訪（數位雜誌）

## 官方代言
- 2011年11月，受邀擔任新住民美食嘉年華活動代言人。
- 2012年，獲選擔任新北市電影節活動代言人。
- 2014年，獲越南政府官方正式任命擔任台越旅遊親善大使。

## 榮譽
| 年份   | 獲提名                     | 獎項                                             | 結果 |
| ------ | -------------------------- | ------------------------------------------------ | ---- |
| 2006年 | 《白色美金》（越南语：／） | 越南胡志明市電視台獎（HTV Awards）最受歡迎配角獎 | 獲獎 |
| 2006年 | 《白色美金》（越南语：／） | 越南胡志明市電視台獎（HTV Awards）新人獎         | 獲獎 |
| 2007年 | 《愛情棋局》（越南语：／） | 越南影評人協會最受歡迎電視女主角獎               | 獲獎 |
| 2012年 | 《野蓮香》                 | 第47屆金鐘獎迷你劇集（電視電影）最佳女主角獎     | 提名 |

## 節目通告
- 綜藝大熱門
- 綜藝玩很大

## 外部連結
- 海倫清桃隨意窩Blog （页面存档备份，存于）
- 海倫清桃的Facebook專頁
- 海倫清桃的Instagram帳戶
- YouTube上的海倫清桃頻道
- YouTube上的海倫清桃Helen Thanh Dao國際後援會頻道
- 海倫清桃在互联网电影资料库（IMDb）上的資料（英文）
- 海倫清桃在香港影庫上的簡介
- 海倫清桃在豆瓣上的资料（简体中文）
- 海倫清桃在时光网上的簡介（简体中文）